# Altopiano dell'Alazeja
L'Altopiano dell'Alazeja (in russo Алазейское плоскогорье?, Alazejskoe ploskogor'e; in lingua sacha: Алаһыай хаптал хайалаах сир) è una zona rilevata della Siberia Orientale compresa nel territorio della Repubblica Autonoma della Sacha-Jacuzia; digrada a nord-ovest sul Bassopiano della Kolyma.

## Geografia
L'intero sistema si allunga per circa 300 km in direzione nord-ovest/sud-est; ha una quota media di 350 metri sul livello del mare, culminando ad un massimo di 954. La catena è interessata dai bacini imbriferi dei fiumi Alazeja (da cui prende il nome), Indigirka e Ožogina (tributaria della Kolyma). Si trova a nord-est dei monti della Moma e a sud-ovest del bassopiano della Kolyma. Molti fiumi hanno origine sull'altopiano, tra cui il suddetto Alazeja e il Sededema.
Boschi di larici, licheni e betulle nane su terreni montuosi di permafrost-taiga si estendono fino a 450 m di quota e nelle valli ci sono foreste di pioppo Chozenia; fino a 600 m rari cespugli di pino nano siberiano, più in alto la tundra di montagna.

## Geologia
Alla base dell'altopiano dell'Alazeja si trovano gneiss proterozoici, sovrastati da depositi tufacei vulcanico-sedimentari e giurassici del Devoniano spezzati da graniti.